# Bactrocera enigmatica
Bactrocera enigmatica är en tvåvingeart som först beskrevs av Hardy 1982.  Bactrocera enigmatica ingår i släktet Bactrocera och familjen borrflugor. Inga underarter finns listade.